# Сен-Фирмен (кантон)
Сен-Фирме́н (фр. Saint-Firmin) — кантон во Франции, находится в регионе Прованс — Альпы — Лазурный Берег, департамент Верхние Альпы. Входит в состав округа Гап.
Код INSEE кантона — 0520. Всего в кантон Сен-Фирмен входит 8 коммун, из них главной коммуной является Сен-Фирмен.

## Коммуны кантона
| Коммуна                  | Население, чел. (1999) | Почтовый индекс | Код INSEE |
| ------------------------ | ---------------------- | --------------- | --------- |
| Аспр-ле-Корп             | 121                    | 05800           | 05009     |
| Виллар-Лубьер            | 62                     | 05800           | 05182     |
| Ла-Шапель-ан-Вальгодемар | 129                    | 05800           | 05064     |
| Ле-Глезий                | 179                    | 05800           | 05062     |
| Сен-Жак-ан-Вальгодмар    | 152                    | 05800           | 05144     |
| Сен-Морис-ан-Вальгодмар  | 150                    | 05800           | 05152     |
| Сен-Фирмен               | 438                    | 05800           | 05142     |
| Шоффейе                  | 334                    | 05800           | 05039     |

## Население
Население кантона на 2007 год составляло 1 597 человек.
| 1962  | 1968  | 1975  | 1982  | 1990  | 1999  | 2006 | 2007  | 2008 |
| ----- | ----- | ----- | ----- | ----- | ----- | ---- | ----- | ---- |
| 1 829 | 1 984 | 1 930 | 1 725 | 1 543 | 1 565 | —    | 1 597 | —    |